# Стшельце-Опольске
Стшельце-Опольске (пол. Strzelce Opolskie, нем. Groß Strehlitz) — город в Польше, входит в Опольское воеводство, Стшелецкий повят. Имеет статус городско-сельской гмины. Занимает площадь 30,13 км². Население — 19 628 человек (на 2006 год).

## Известные уроженцы
- Шмаль, Славомир — польский гандбольный вратарь, призёр чемпионатов мира

## Галерея

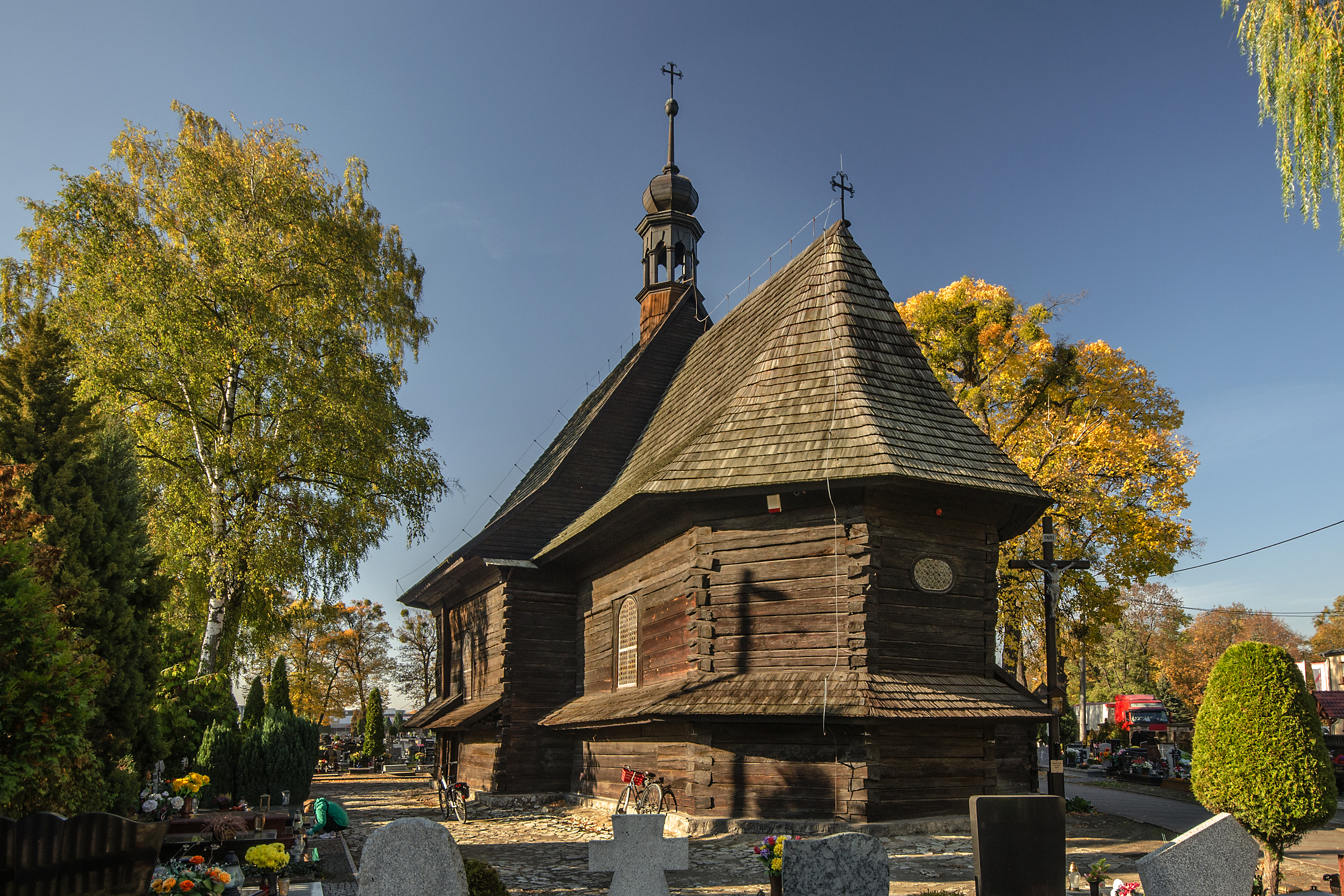
Церковь Великомученицы Варвары
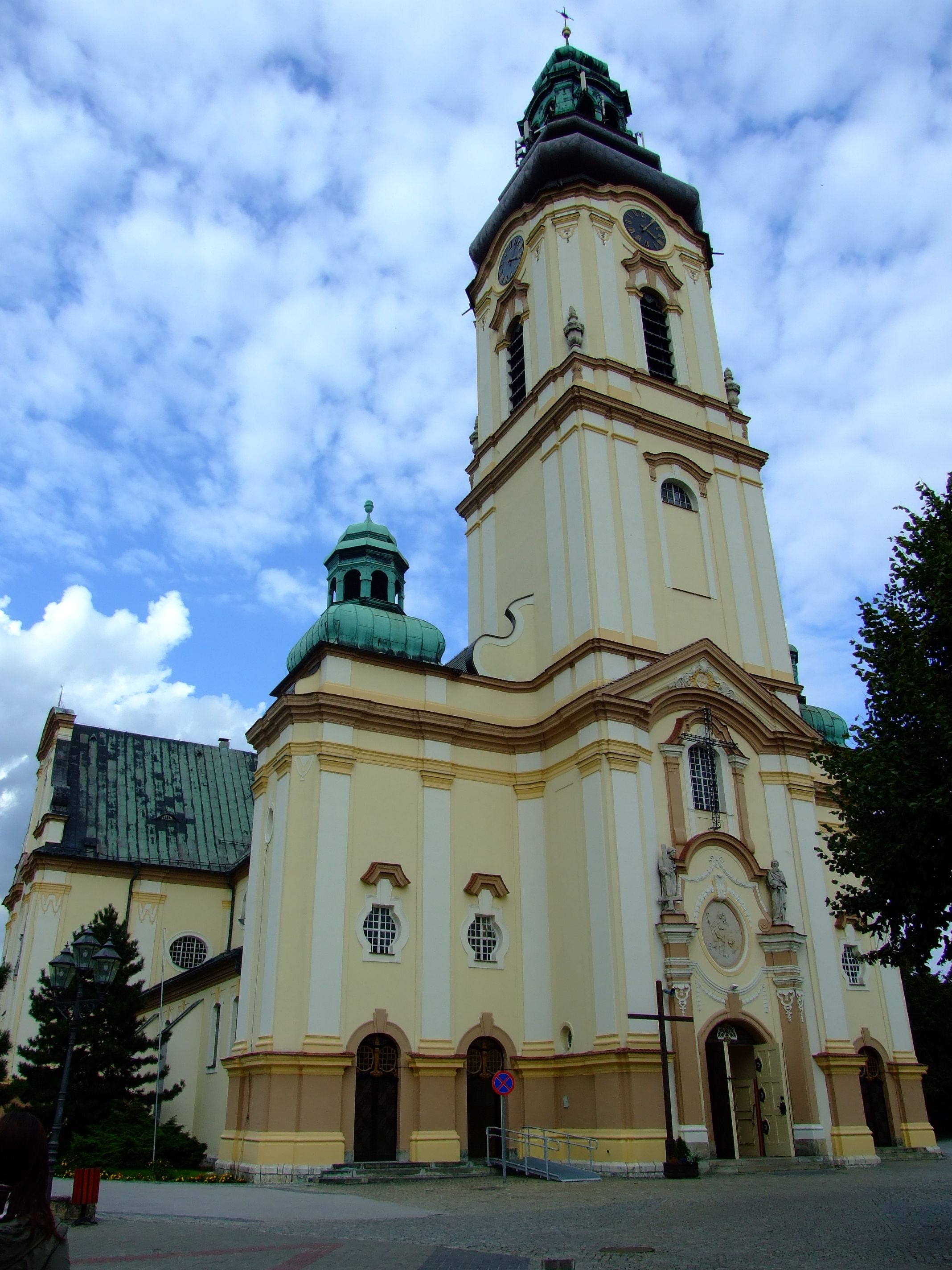
Церковь Св. Лаврентия
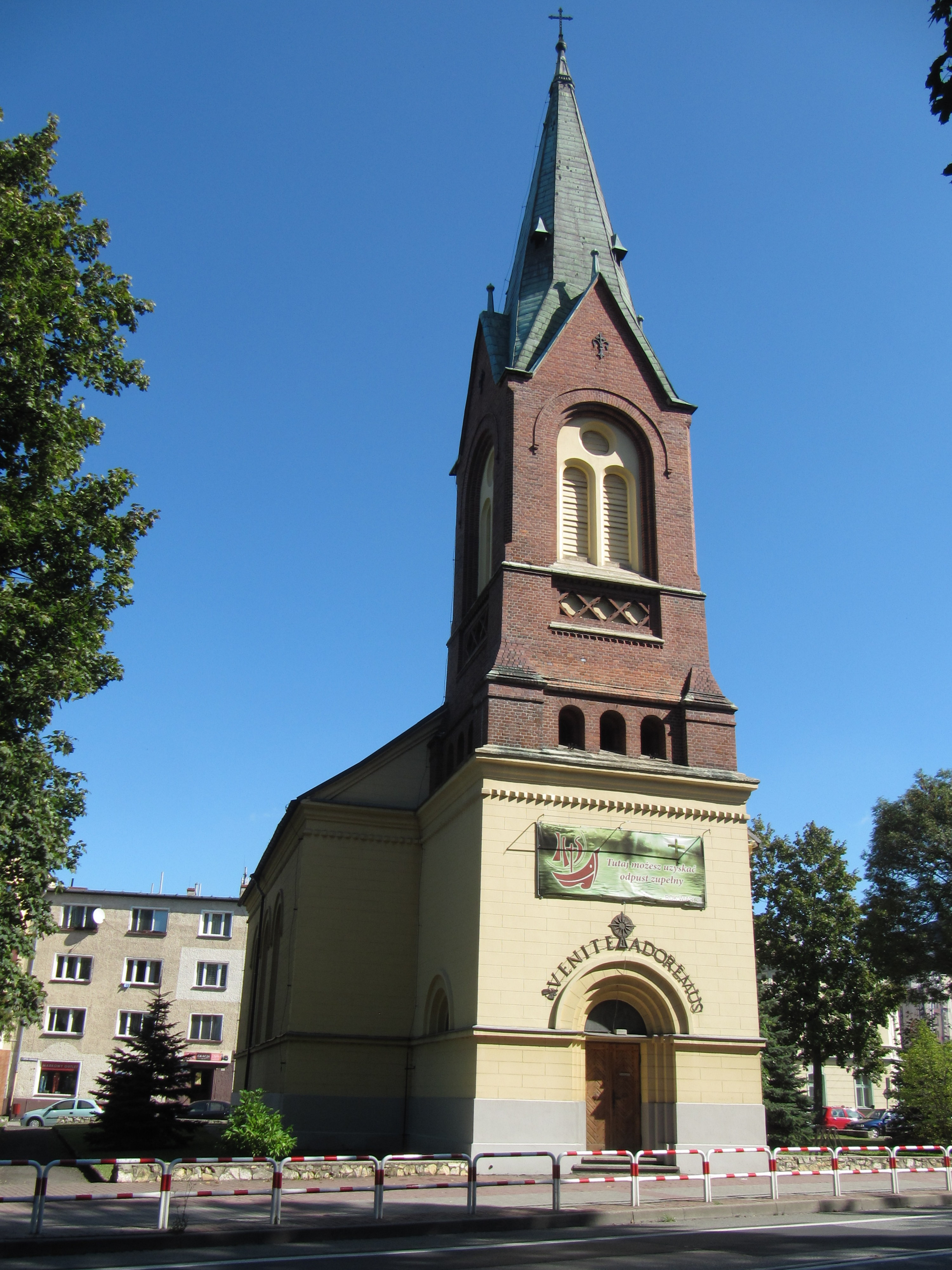
Церковь
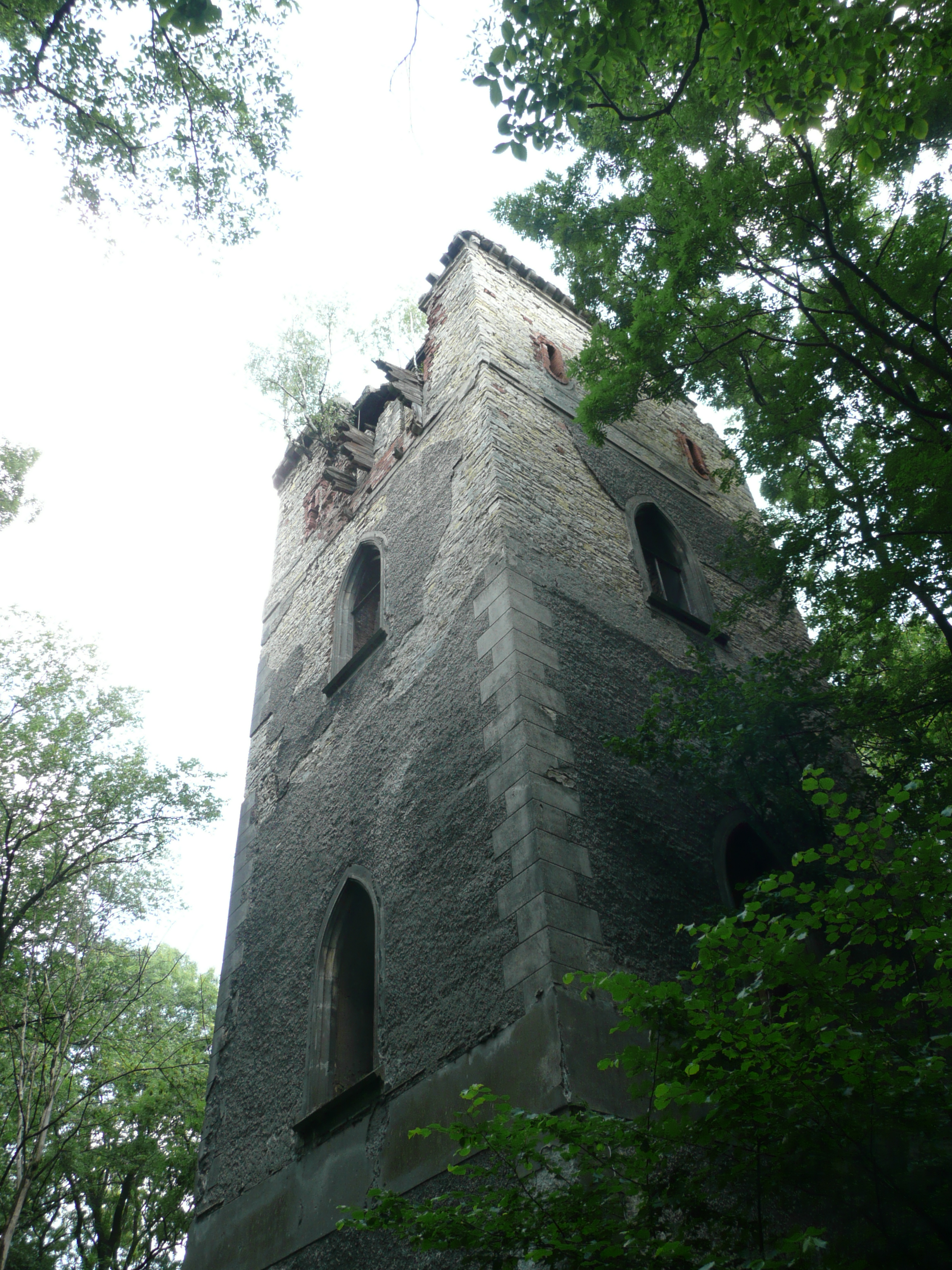
Одинокая башня
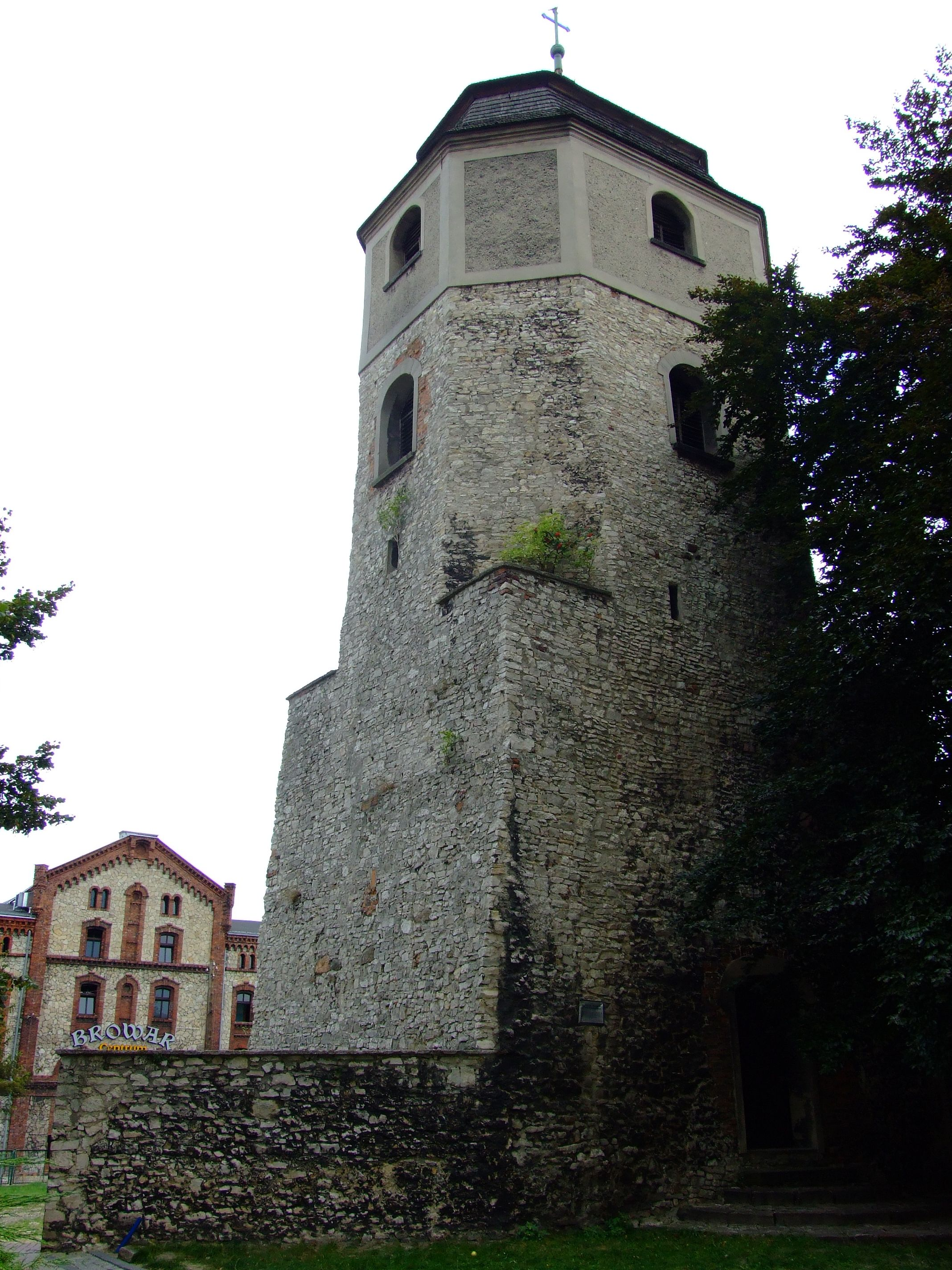
Сторожевая башня
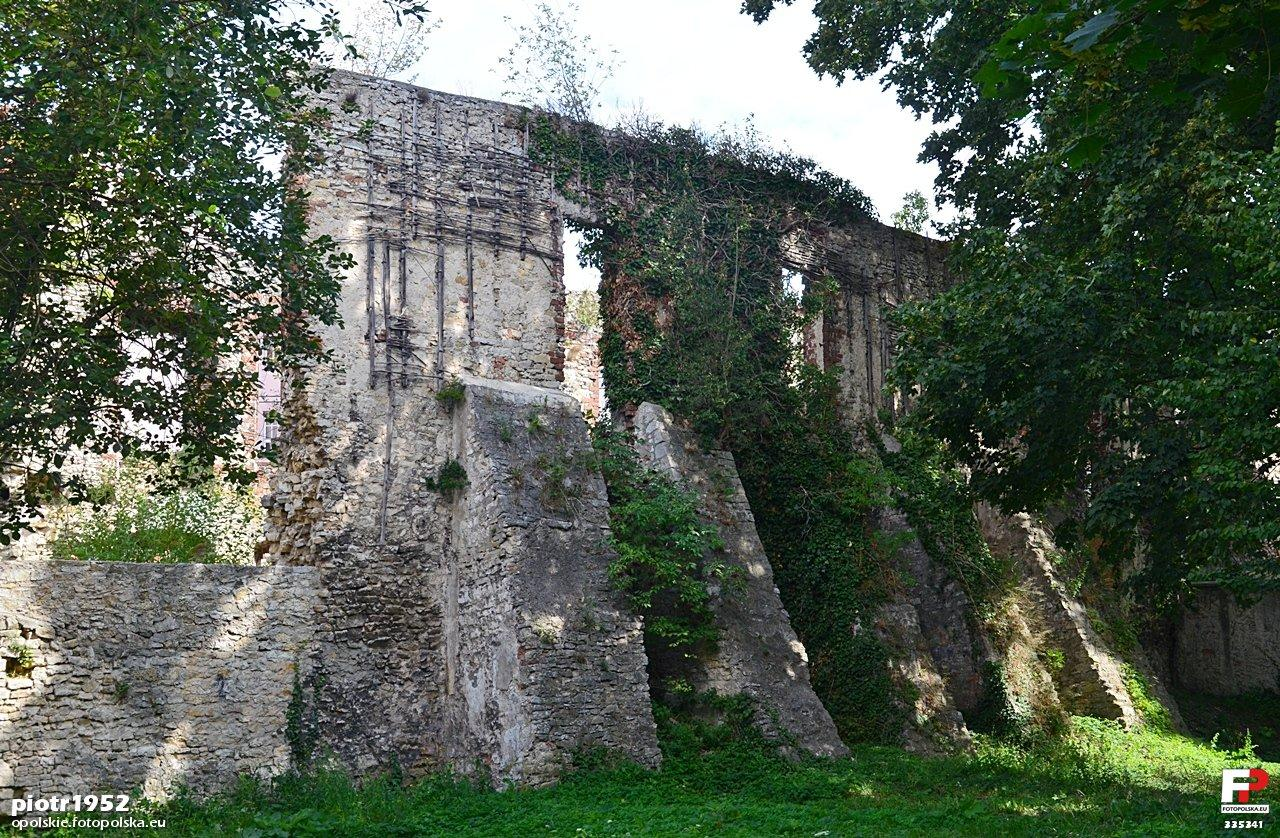
Останки стены замка
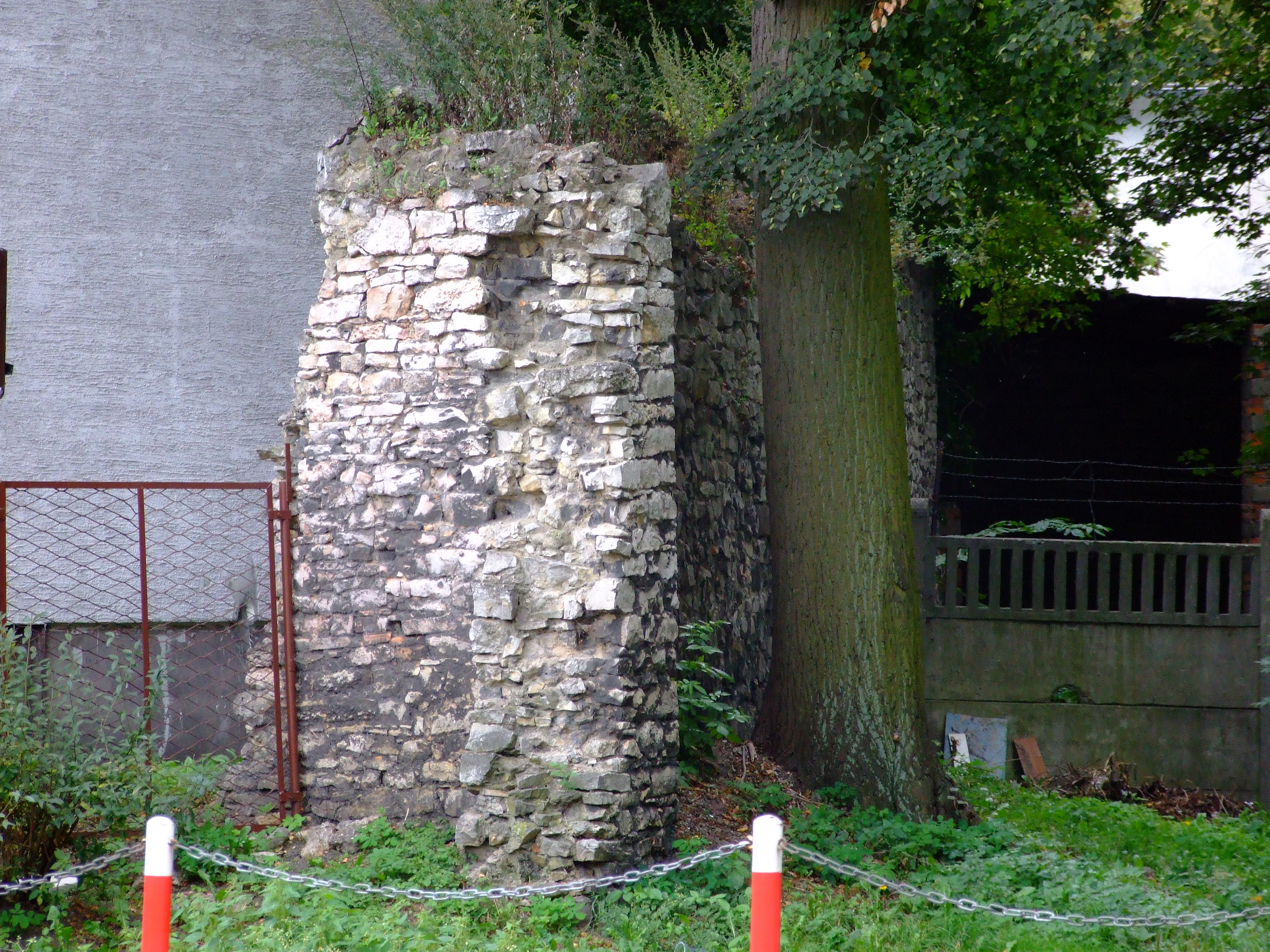
Останки оборонительной стены
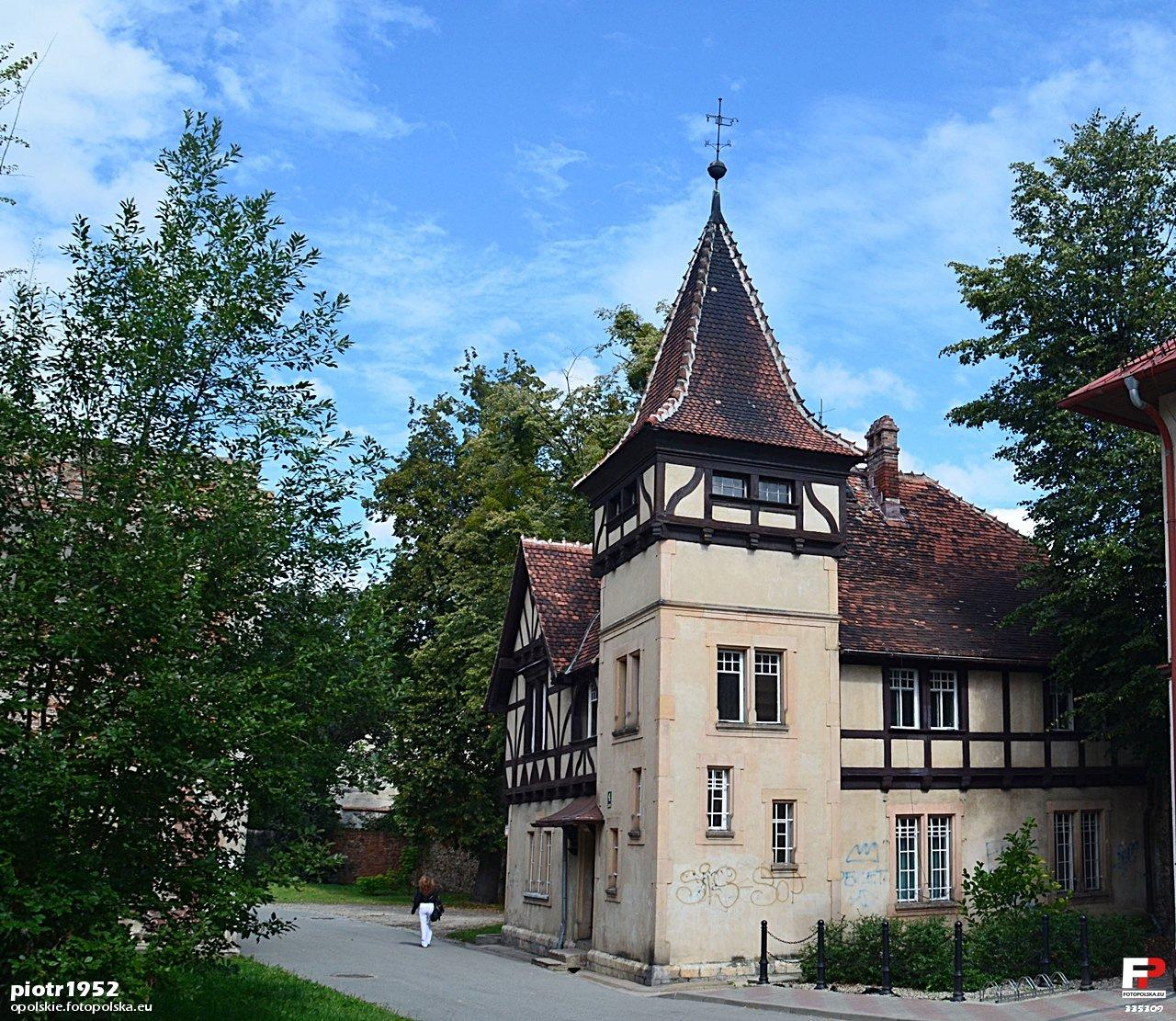
Замок
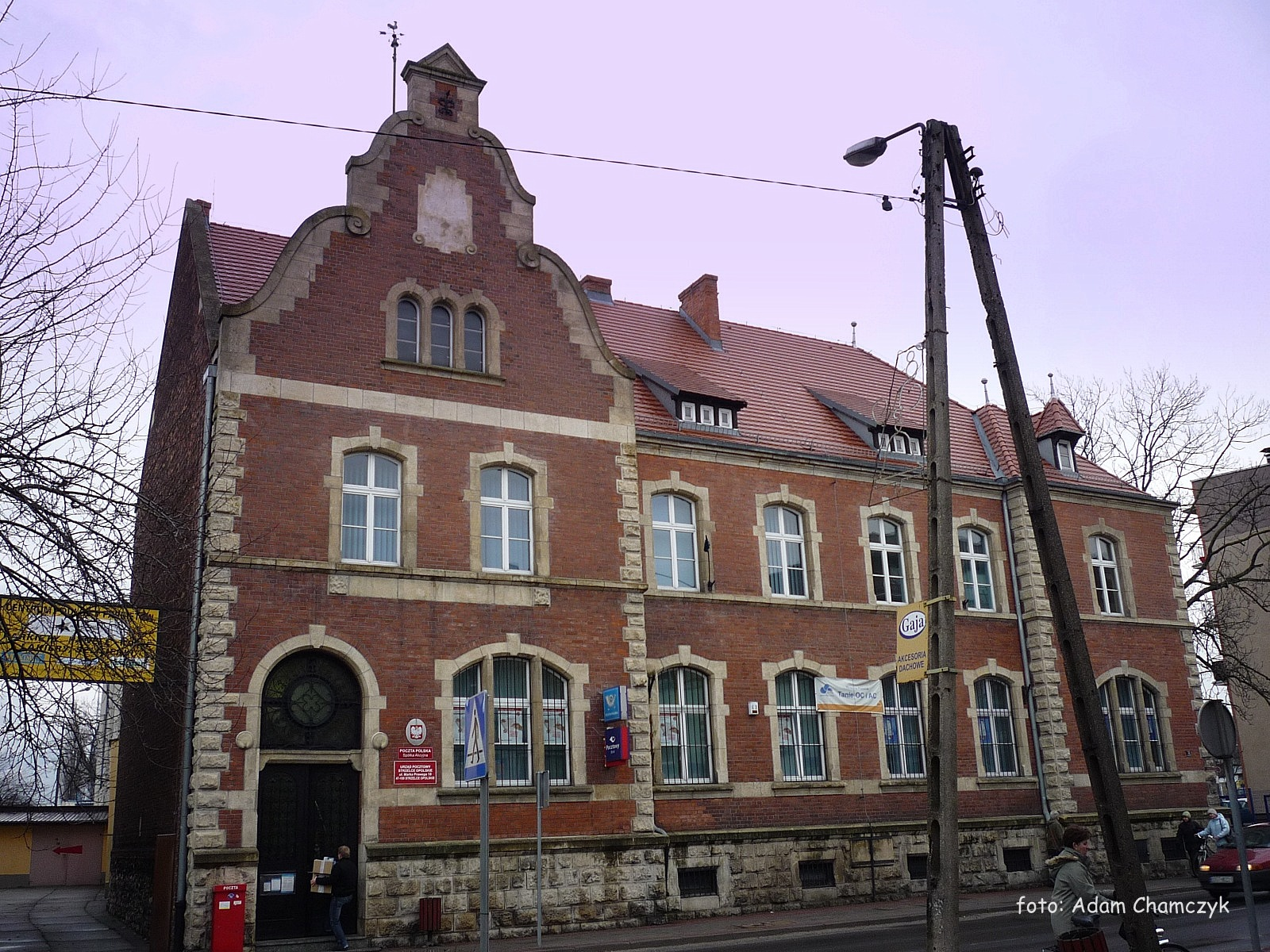
Почта
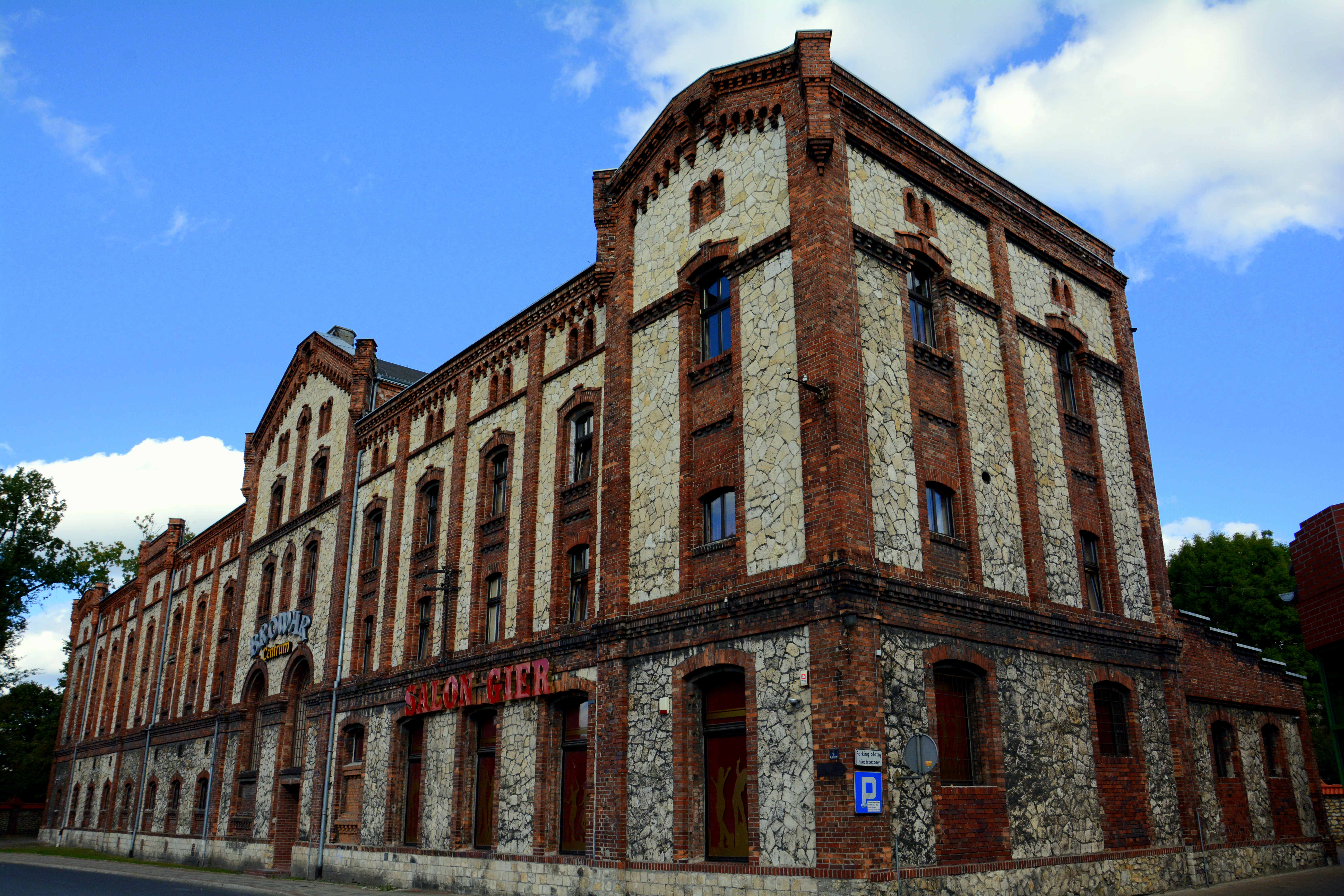
Пивоварня
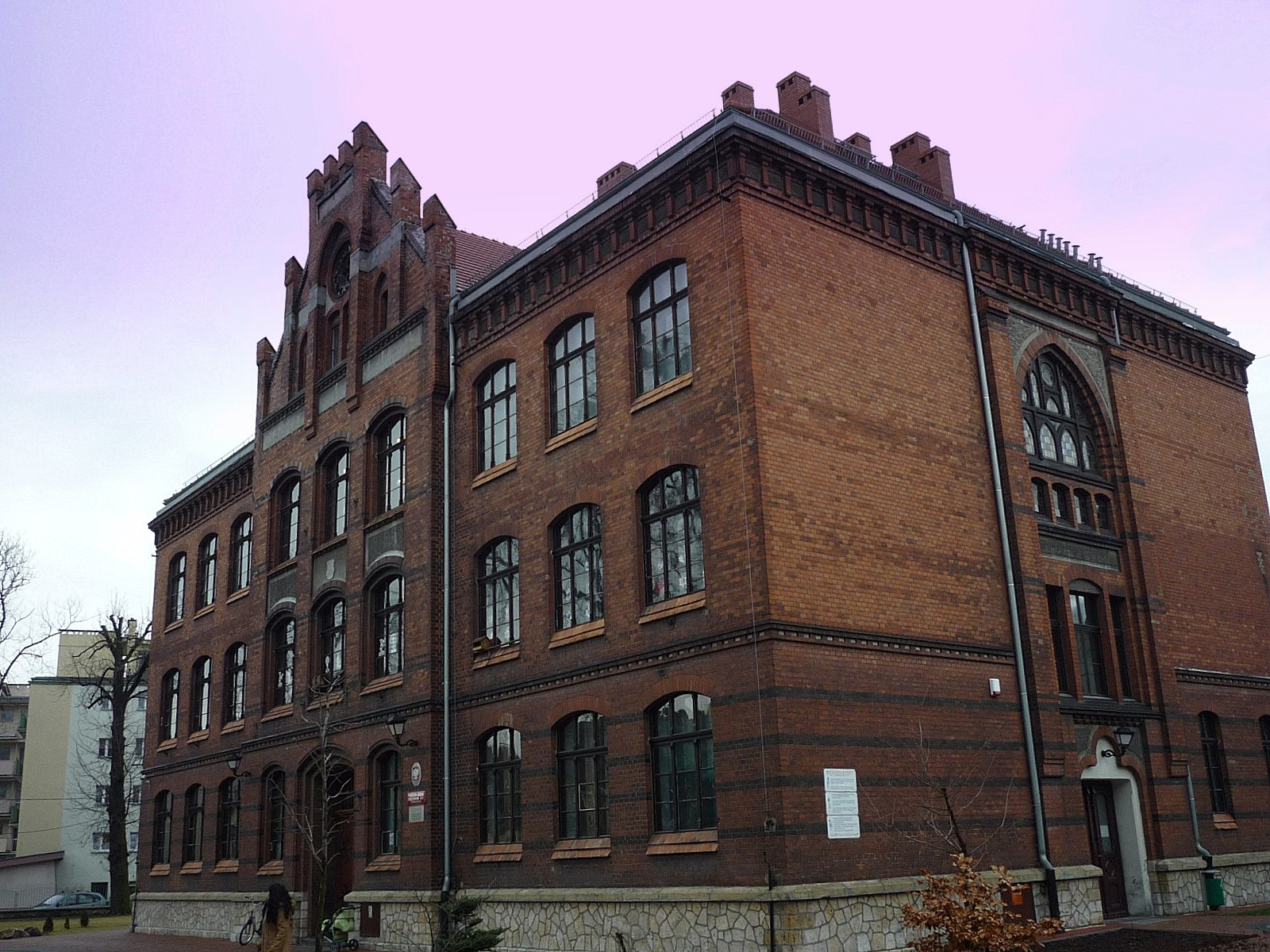
Школа
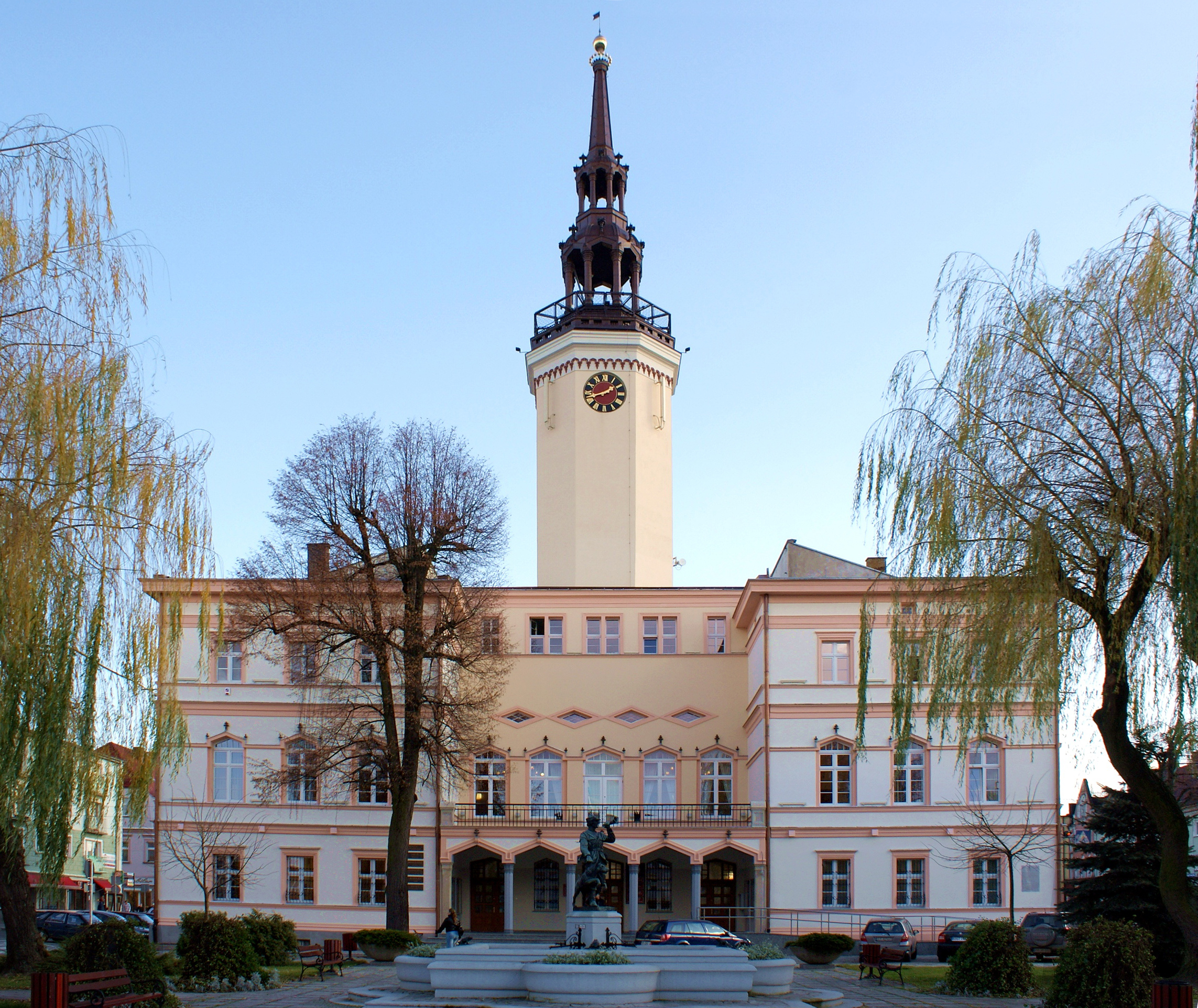
Ратуша
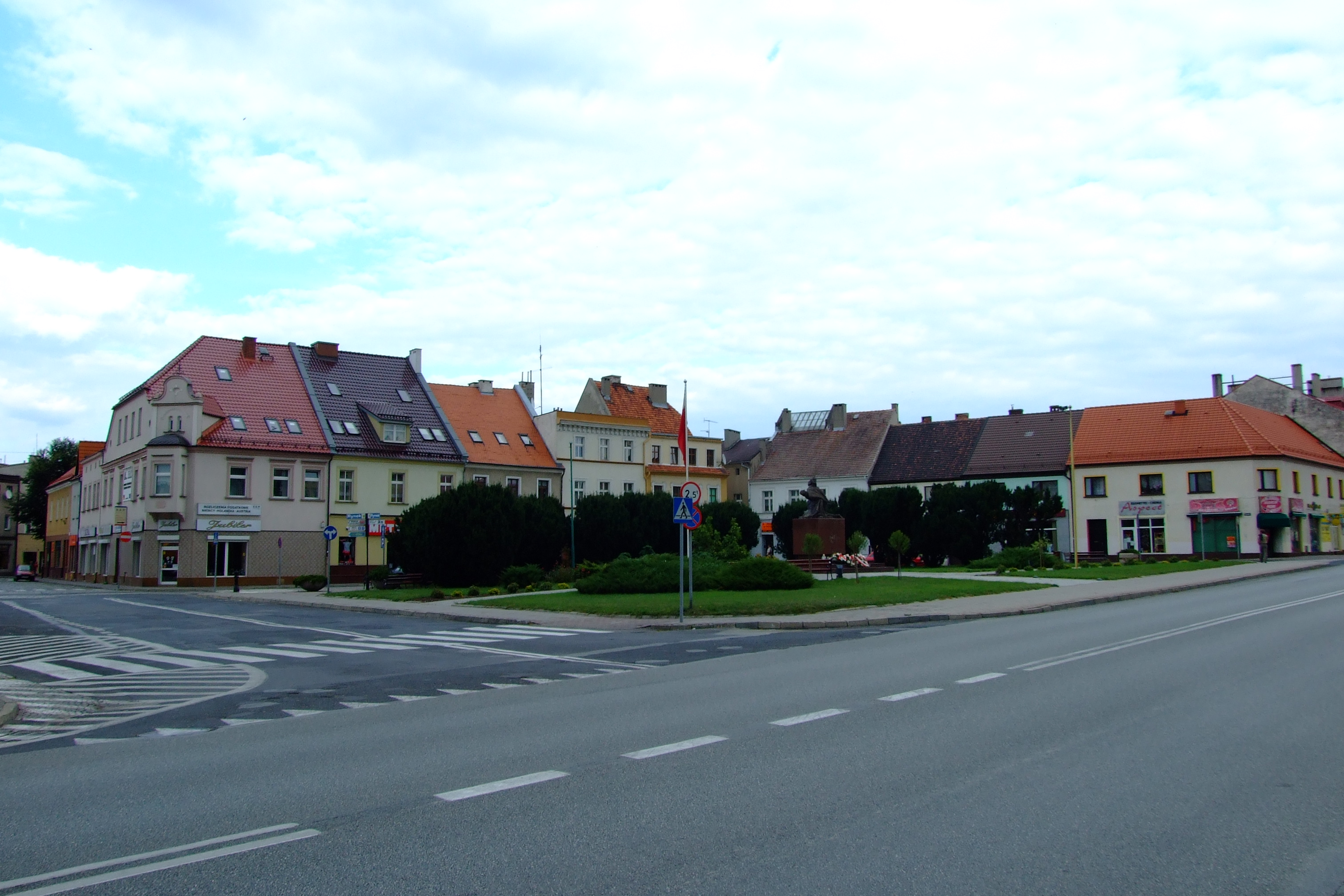
Рыночная площадь